# Charles W. Harrison
Charles William Harrison (Jersey City, 11 de septiembre de 1878-New Providence, 2 de febrero de 1965) fue un tenor estadounidense. Las compañías de la época realizaron grabaciones sonoras y lograron un éxito musical considerable gracias a sus actuaciones en solitario y a su participación en cuartetos populares.

## Biografía
Charles William Harrison nació el 11 de septiembre de 1878 en Jersey City, Nueva Jersey. Su talento musical se hizo evidente a temprana edad, lo que le llevó a recibir formación vocal a partir de los diecisiete años. Uno de sus maestros fue Leo Kofler, un músico y crítico musical que emigró de Austria y daba lecciones de canto en su nuevo hogar en Nueva York.
Escapando de su vida aparentemente predeterminada como oficinista y cantante aficionado en un cuarteto o como tenor recreativo para actuaciones en la iglesia, a la que continuó prestando su voz hasta 1920, Harrison lanzó su primera grabación, Cuius animam, un aria de lo sagrado. composición Stabat Mater de Gioachino Rossini en mayo de 1911 para Columbia. La empresa con la que Harrison estuvo más conectado a lo largo de su carrera le permitió ingresar a la industria de la música. El trabajo posterior durante los meses restantes del año consistió principalmente en grabaciones en solitario. Estos incluyeron «lograr buenas cifras de ventas como nuevo tenor», incluyendo None So Rare, I Hear You Calling Me, There is a Flower that Bloometh y In Her Simplicity, seguido de The Girl of my Dreams y Wallflower Sweet a dúo con Grace Kerns.
Al año siguiente, 1912, además de las cada vez más populares actuaciones individuales de Harrison, los dúos volvieron a encontrar su camino en las tiendas de discos de goma laca de 78 RPM, como Awaking Love y Little Boy Blue junto con su futura esposa Beulah Gaylord Young, único bajo el nombre Airplane Duet. Además, se lanzaron por primera vez las grabaciones Take Me Back to the Garden of Love y Around the World, en conjunto con el Columbia Quartet. Además,  Thomas A. Edison, Inc., con cuyo fundador Thomas Alva Edison Harrison más tarde tuvo una disputa, incluyó el título Cuius animam, que ya había sido publicado bajo Columbia, en su catálogo de música para Amberol Concert Records. Fue seguido de la pieza recién grabada Never the Maiden Dreamed y los duetos Absent y A Night in Venice en unión con la soprano Elizabeth Spencer, su compañera de canto preferida. Finalmente, a finales de año, anunció el inminente lanzamiento en diciembre, For This y When I Waltz With You. Harrison también participó en las grabaciones de sonido experimentales de Edison para películas.
Harrison hizo su primera contribución al catálogo musical de Victor Talking Machine Company con When I Met You Last Night in Dreamland, combinado en un disco de goma laca de 78 RPM de diez pulgadas y doble cara con las interpretaciones de Harry Macdonough When Irish Eyes are Smiling, from The Isle of Dreams, a principios de 1913. Hacia finales del mismo año, manteniéndose fiel a su afición por los cuartetos, Harrison cofundó, junto con John Barnes Wells (tenor), Andrea Sarto (barítono) y Frank Croxton (bajo), a quienes atribuyó el mérito de haber nutrido su talento y formar así una larga amistad con él, el Columbia Stellar Quartet, cuyas primeras grabaciones, Sally In Qur Alley y The Girl I Left Behind Me, aparecerían en enero de 1914, después del anuncio anticipado de Columbia en la edición de diciembre de 1913 de Talking Machine World.
A medida que avanzaba su carrera musical, Harrison también cantó para compañías más pequeñas, junto con las compañías más conocidas en la industria de las máquinas parlantes, como Victor, Columbia y Edison. Por ejemplo, en 1916 para Operaphone Records, cuyo catálogo musical amplió con la grabación Beauty's Eyes, al igual que el de Majestic Record Corporation con el título A Dream. También estaba Pathé Frères Phonograph Co., una filial de la empresa matriz francesa Pathé, donde Harrison interpretó la pieza Georga Moon en otro dueto con Beulah Gaylord Young.
Harrison murió el 2 de febrero de 1965. Su sepultura tuvo lugar en el cementerio de la Iglesia Metodista Unida de Nueva Providencia. Su esposa, Beulah Gaylord Young, con quien se casó en 1925, encontró un nuevo hogar con un hijo de un matrimonio anterior en Silver Spring, Maryland.

### Cuartetos
En total, se pudo escuchar a Harrison en innumerables grabaciones de diversas compañías musicales, no sólo como solista, sino también como parte integral de cuartetos. Por primera vez participó vocalmente en el Columbia Quartet y el Columbia Mixed Quartet, formado por la soprano Grace Kerns, la contralto Mildred Potter y el bajo Frank Croxton. Debido al éxito de ambas formaciones, Harrison fundó el Columbia Stellar Quartet y unos años más tarde inició los estilísticamente similares American Singers. También hubo breves contribuciones de invitados al Shannon Quartet, también llamado Shannon Four, del que surgieron The Revelers. Además, se realizaron varias publicaciones junto con el Fireside Quartet, que fue lanzado por Brunswick Records.

### Seudónimos
Como muchos músicos de la época, Harrison anonimizó su participación en grabaciones para empresas más pequeñas de la industria musical de la época, quienes a su vez intentaron evitar las restricciones de patentes de Victor y Columbia mediante el uso de seudónimos. Además, les fue posible presentar una cartera de actuaciones más amplia y así fingir una exclusividad que en realidad no existía. Como resultado, Harrison también puede ser escuchado en lanzamientos bajo los nombres de Herbert Black, Billy Burton, Harry Curtis, Charles Hilton, Kenneth Miller, Harry A. Moore, Sullivan Walter y Hugh Donovan.

## Grabaciones
Las grabaciones de audio de Harrison están incluidas en la Discography of American Historical Recordings, el National Jukebox de la Biblioteca del Congreso y el Cylinder Audio Archive de la Universidad de California en Santa Bárbara.